# محمية جبل الحسانية الطبيعية
محمية جبل الحسانية الوطنية (بالإنجليزية: Al Hassania National Park)‏ تقع في ولاية نهر النيل، وتتميز ببيئة صحراوية وشبه صحراوية. تبلغ مساحتها حوالي 54966.69 كيلومتر مربع. تبعد عن مدينة الدامر 50 كم غربًا. تم إعلانها كمحمية وطني في عام 2003. يحدها من الشمال جبل النالت ومن الجنوب الغربي جبل توبر ومن الجانب الغربي جبل سرجين وجبل سرمد، الموائل جافة مع المناظر الطبيعية المسطحة التي تجتازها الكثبان الرملية. الوديان والتلال والجبال. تشمل المجتمعات النباتية شجيرات الأكاسيا المتناثرة والأعشاب والنباتات الصحراوية. الأنواع الحيوانية الشائعة في المنطقة الأغنام البربرية، القطط البرية، الثعالب وغيرها.
تم إدراجها في القائمة الإرشادية المؤقتة لمواقع التراث العالمي، أو القائمة المؤقتة أو القائمة الأولية لمواقع التراث العالمي في عام 2021. وهي خطوة أولية أو تمهيدية ضرورية لولوج اللائحة الرسمية لمواقع التراث العالمي حسب اليونسكو، يتم المصادقة عليها من طرف لجنة التراث العالمي.